# Onalaska (Teksas)
Onalaska – miasto w Stanach Zjednoczonych, w stanie Teksas, w hrabstwie Polk.